# 翼幅

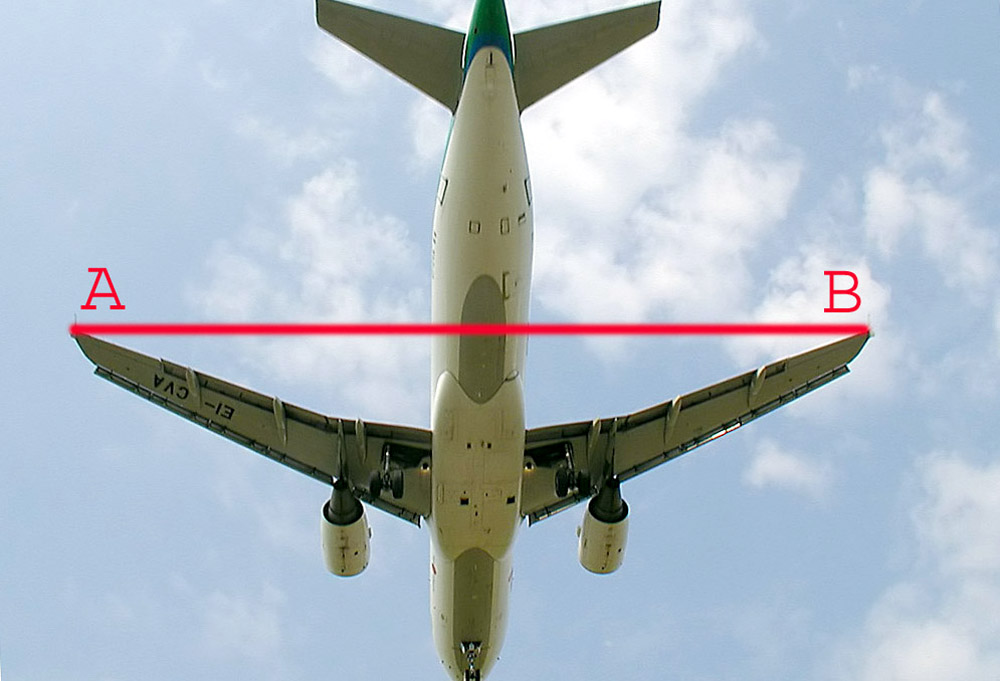
A と B の間隔が翼幅（エアバスA320）

翼幅（よくふく、英: wingspan, span）は、固定翼航空機左端と右端との距離のこと。例えばボーイング777はおよそ60 mの翼幅を持つ。
翼長（よくちょう）ともいう。また「翼幅」は日常語では「よくはば」と読まれる場合もある。英語のままスパンあるいはウィングスパンと呼ばれることもある。
鳥類学では、「翼幅」という用語は用いずに翼開長または翼開張（英: wing span）といい、翼長（よくちょう）（英: wing length）は翼角（手首の関節）から最長の初列風切の先端までの長さを指す。

## 定義
航空機の翼幅は、常に翼の両端間の直線距離で計測され、後退翼機でもそれは変わらない。また、回転翼機の場合はローターブレード1枚の長さをいう。
翼幅の半分のことをハーフスパン (half span, half-span) と呼ぶこともある。

## 飛行力学上の意味
翼に発生する空気力学的な力（揚力 L と抗力 D）の大きさは、翼面積 S に比例する。
{\displaystyle L={\frac {1}{2}}\,\rho _{\infty }\,{U_{\infty }}^{2}\,S\,C_{L}}
{\displaystyle D={\frac {1}{2}}\,\rho _{\infty }\,{U_{\infty }}^{2}\,S\,C_{D}}
ただし、ρ∞ は空気密度、U∞ は飛行速度、CL, CD はそれぞれ揚力係数と抗力係数。
定常つりあい飛行をするためには、空気力の鉛直上向き成分（上昇・下降していなければ、揚力そのもの）と重力とがつりあっている必要がある。したがって、他の条件（空気密度・飛行速度・空気力の係数）が同じなら、ある重量の飛翔体が飛ぶためにはある一定の翼面積が必要となる。翼が横に長ければ、翼の前後方向の長さ（翼弦長）は小さくていい。あるいは、翼幅が小さければ、同じ面積にするためには翼弦長は大きくなければならない。
翼幅と平均翼弦長との比、あるいは翼幅の二乗を翼面積で割った値を翼のアスペクト比と呼ぶ。翼幅を b, 平均翼弦長を cm, 翼面積を S とすると、アスペクト比 AR は
{\displaystyle A\mathrm {R} ={\frac {b^{2}}{S}}={\frac {b^{2}}{b\cdot c_{m}}}={\frac {b}{c_{m}}}}
とあらわされる。
他の条件が同じならば、翼幅が大きく、アスペクト比が大きい飛翔体のほうが、翼端渦の影響が小さくなり誘導抗力が減少するため、飛行に必要なエネルギーが小さくてすみ、効率的である。しかし、翼の長さは材料と構造の強度によって制限される。また、翼幅が大きいと飛翔体の前後軸まわりの慣性モーメントが大きくなるため、素早い横転（ロール）ができず、機動性が低下する。そのため、戦闘機や曲技飛行機、また猛禽類のような鳥類では、機動性を増すために、短めの翼幅であることが多い。一方で、長距離あるいは長時間にわたる効率的な飛行を主眼とする旅客機や輸送機・貨物機、高高度偵察機、あるいは渡り鳥や海鳥などでは、アスペクト比の大きな細長い翼を備えることが多い。動力を備えない滑空機（グライダー）や、人間の脚力を動力とする人力飛行機もアスペクト比が大きい。鳥類の場合、飛行状態によって翼をたたみ、翼幅（アスペクト比）をある程度変えることも可能である。また、猛禽類のように機動性を重視した鳥の場合、風切羽がウィングレットのような役割を果たしていることがある。

## スポーツにおける「翼幅」
バスケットボールにおいては、プレーヤーの指先から指先までの距離を（英語のまま）「ウィングスパン」と呼ぶ。これはボクシングでいうところの「リーチ」に相当するものである。

## 翼幅の記録

### 最大記録
- 航空機: スケールド・コンポジッツ ストラトローンチ（英語版） - 117 m (385 ft)[3][4]
- コウモリ: ジャワオオコウモリ（en:Large Flying Fox） - 2 m[5]
- 鳥類（現存種）: ワタリアホウドリ - 3.63m
- 鳥類（絶滅種）: アルゲンタヴィス・マグニフィセンス（en:Argentavis） - 8.3 m
- 爬虫類: ケツァルコアトルス（翼竜） - 15 m（18 m?）[6]
- 昆虫類（現存種）: ナンベイオオヤガ（蛾） - 280 mm[7]
- 昆虫類（絶滅種）:　メガネウラ（トンボ）‐750ｍｍ

### 最小記録
- 航空機（複葉機）: バンブルビー II（en:Bumble Bee II） - 1.68 m（5 ft 6 in）[8]
- 航空機（ジェット機）: ビード BD-5（en:Bede BD-5） - 4.27 m（14 ft）
- コウモリ: キティブタバナコウモリ - 16 cm
- 鳥類: マメハチドリ - 6.5 cm
- 昆虫類: タンザニア寄生バチ（en:Tanzanian parasitic wasp） - 0.2 mm